# Società Sportiva Dilettantistica Unione Sportiva Triestina Calcio 1918 2016-2017
Questa voce raccoglie le informazioni riguardanti l'Società Sportiva Dilettantistica Unione Triestina Calcio 1918 nelle competizioni ufficiali della stagione 2016-2017.

## Stagione
È l'ottava stagione della storia della Triestina in Serie D, la quarta consecutiva.
Dopo il fallimento del febbraio 2016 e la salvezza ottenuta a fatica ai play-out la nuova stagione, con la società del presidente Biasin e dell'amministratore unico Mauro Milanese che ha salvato la società la scorsa stagione, riparte ambiziosamente con l'obiettivo di fare un campionato di posizioni di alta classifica.
Dopo alcune giornate di inizio campionato passate in prima posizione esso va a favore del Mestre primato che terrà fino alla fine del campionato mentre gli alabardati terminano il campionato in seconda posizione che li qualifica ai play-off e permette di giocare la semifinale ed eventualmente la finale in casa al Nereo Rocco. Nel post campionato la Triestina pareggia con l'Abano in semifinale e poi con la Virtus Vecomp Verona in finale e la migliore posizione in classifica permette ai giuliani di vincere i play-off. In questo modo la Triestina si posiziona nel secondo posto della classifica delle società ripescabili in Serie C. Infatti a causa di fallimenti e mancate iscrizioni in terza serie la Triestina ottiene il ripescaggio in Serie C e torna così tra i professionisti dopo 5 stagioni.

## Organigramma societario
Tratta dal sito ufficiale.
Area direttiva
- Presidente: Mario Biasin
- Amministratore Unico e Responsabile Area Tecnica: Mauro Milanese
- Direttore Organizzativo: Michele Genna
- Segretario Generale e Direttore Gestionale: Giuseppe D'Aniello
- Responsabile Marketing: Massimo Brazzit
- Responsabile Biglietteria: Romina Milanese
- Addetto Stampa: Lorenzo Degrassi
- Responsabile Sicurezza: Paul Pisani
- Responsabile Settore Giovanile: Mauro Loschiavo
- Responsabile Area Tecnica Settore Giovanile: Christian Fantina
- Contabilità e Amministrazione:	Cristiana Cechet
- Segreteria: Manuela Antoniolli
- Segreteria Settore Giovanile:	Monica Bornia

Area tecnica
- Allenatore: Antonio Andreucci
- Allenatore in Seconda:	Nicola Princivalli
- Preparatore atletico: Luca Bossi
- Preparatore dei portieri: Roberto Boldrin
- Delegato arbitri: Mauro Gangale
- Medico sociale: Andrea Piccozzi
- Team medico: Poliambulatorio Fisiosan
- Magazziniere: Lorenzo Martini

## Rosa
| N. |                      | Ruolo | Calciatore          |
| -- | -------------------- | ----- | ------------------- |
|    | Svizzera (bandiera)  | D     | Giuseppe Aquaro     |
|    | Italia (bandiera)    | C     | Stefan Bajic        |
|    | Argentina (bandiera) | A     | Pablo Banegas       |
|    | Italia (bandiera)    | A     | Daniel Bradaschia   |
|    | Italia (bandiera)    | C     | Filippo Carraro     |
|    | Italia (bandiera)    | C     | Lorenzo Cecchi      |
|    | Italia (bandiera)    | A     | Nichlas Cociani     |
|    | Italia (bandiera)    | C     | Alessandro Celestri |
|    | Francia (bandiera)   | P     | Jean Consol         |
|    | Italia (bandiera)    | C     | Guido Corteggiano   |
|    | Italia (bandiera)    | D     | Luca Crosato        |

| N. |                     | Ruolo | Calciatore        |
| -- | ------------------- | ----- | ----------------- |
|    | Italia (bandiera)   | C     | Luca Di Dionisio  |
|    | Brasile (bandiera)  | A     | Mateus Dos Santos |
|    | Brasile (bandiera)  | A     | Carlos França     |
|    | Italia (bandiera)   | C     | Matteo Frulla     |
|    | Italia (bandiera)   | D     | Omar Leonarduzzi  |
|    | Italia (bandiera)   | D     | Alberto Marchiori |
|    | Italia (bandiera)   | C     | Fabio Meduri      |
|    | Italia (bandiera)   | D     | Luca Pizzul       |
|    | Italia (bandiera)   | A     | Matteo Serafini   |
|    | Moldavia (bandiera) | C     | Oleg Turea        |
|    | Italia (bandiera)   | P     | Matteo Voltolini  |

## Risultati

### Serie D - girone C

#### Andata
| Arbitro: | Maninetti (Lovere) |

|            |           |  |
| França 58’ | Marcatori |  |

| Arbitro: | Perenzoni (Rovereto) |

|            |           |                                |
| Maccan 11’ | Marcatori | 20’ França 21’, 23’ Dos Santos |

| Trieste 18 settembre 2016, ore 15.00 3ª giornata | Triestina        | 0 – 0 referto | Union Feltre | Stadio Nereo Rocco\| Arbitro: \| Belfiore (Parma) \| |
| Arbitro:                                         | Belfiore (Parma) |               |              |                                                      |

| Arbitro: | D'Amato (Siena) |

|                      |           |                               |
| Barone 4’ Taylor 87’ | Marcatori | 2’, 19’, 42’ França 76’ Bajic |

| Arbitro: | Clerico (Torino) |

|                              |           |                             |
| Serafini 56’ França 66’, 89’ | Marcatori | 36’ Trinciheri 72’ Pandolfi |

| Arbitro: | Feliciani (Teramo) |

|  |           |                  |
|  | Marcatori | 3’, 37’ Serafini |

| Arbitro: | Bonassoli (Bergamo) |

|              |           |  |
| Serafini 35’ | Marcatori |  |

| Arbitro: | Cosso (Reggio Calabria) |

|               |           |                          |
| Maldonado 28’ | Marcatori | 8’ Bajic 59’, 80’ França |

| Arbitro: | Colombo (Como) |

|                |           |             |
| Dos Santos 36’ | Marcatori | 30’ Busetto |

| Arbitro: | Di Cairano (Ariano Irpino) |

|  |           |                           |
|  | Marcatori | 43’ Dos Santos 83’ França |

| Vigasio 13 novembre 2016, ore 14.30 11ª giornata | Vigasio           | 0 – 0 referto | Triestina | Stadio Comunale\| Arbitro: \| Rossetti (Ancona) \| |
| Arbitro:                                         | Rossetti (Ancona) |               |           |                                                    |

| Arbitro: | Stampatori (Macerata) |

|                                  |           |             |
| Calcagnotto 3’ (aut.) França 47’ | Marcatori | 90+2’ Mosca |

| Arbitro: | Rutella (Enna) |

|              |           |  |
| Ferrante 67’ | Marcatori |  |

| Arbitro: | Cascone (Nocera Inferiore) |

|                                        |           |                   |
| Turea 30’ Dos Santos 66’ Marchiori 92’ | Marcatori | 37’ Pettarin Goal |

| Arbitro: | Vimercati (Cosenza) |

|             |           |                                    |
| Tonizzo 66’ | Marcatori | 7’ (rig.) Serafini 71’ Leonarduzzi |

| Arbitro: | Luciani (Roma) |

|                         |           |          |
| Marchiori 47’ Bajic 77’ | Marcatori | 37’ Aliù |

| Verona 18 dicembre 2016, ore 14.30 17ª giornata | Virtus Verona     | 0 – 0 referto | Triestina | Centro Sportivo Gavagnin\| Arbitro: \| Di Paolo (Chieti) \| |
| Arbitro:                                        | Di Paolo (Chieti) |               |           |                                                             |

#### Ritorno
| Arbitro: | Esposito (Aprilia) |

|  |           |              |
|  | Marcatori | 58’ Serafini |

| Arbitro: | Feliciani (Teramo) |

|  |           |           |
|  | Marcatori | 92’ Colja |

| Arbitro: | Carrione (Castellammare di Stabia) |

|  |           |                 |
|  | Marcatori | 74’, 76’ França |

| Arbitro: | Bonassoli (Beragamo) |

|                           |           |  |
| França 47’ Dos Santos 49’ | Marcatori |  |

| Arbitro: | Castorina (Acireale) |

|                            |           |                                                        |
| Trinchieri 70’, 82’ (rig.) | Marcatori | 19’ Corteggiano 44’, 55’ Frulla 47’ Aquaro 91’ Banegas |

| Arbitro: | Saia (Palermo) |

|                                 |           |            |
| França 34’, 48’ Di Dionisio 87’ | Marcatori | 56’ Faggin |

| Arbitro: | Ruggiero (Roma) |

|              |           |                             |
| Munarini 32’ | Marcatori | 8’ Marchiori 90’ Bradaschia |

| Arbitro: | Di Graci (Como) |

|            |           |  |
| França 80’ | Marcatori |  |

| Arbitro: | Catastini (Pisa) |

|                      |           |                   |
| Casagrande 5’ (rig.) | Marcatori | 37’ (rig.) França |

| Arbitro: | Rutella (Enna) |

|                       |           |  |
| Aquaro 32’ França 64’ | Marcatori |  |

| Arbitro: | De Tommaso (Rieti) |

|                                            |           |  |
| 44’ Serafini 44’ Bradaschia 54’ França 68’ | Marcatori |  |

| Arbitro: | Mele (Nola) |

|               |           |                |
| Salvadego 82’ | Marcatori | 58’ Dos Santos |

| Arbitro: | F. Longo (Paola) |

|                   |           |            |
| França 38’ (rig.) | Marcatori | 77’ Serena |

| Arbitro: | Moriconi (Roma) |

|                            |           |                                       |
| Kabine 40’, 44’ Gritti 68’ | Marcatori | 70’ (rig.) França 79’, 91’ Dos Santos |

| Arbitro: | Tremolada (Monza) |

|            |           |                       |
| França 75’ | Marcatori | 45’ Fasan 87’ De Vido |

| Arbitro: | Copat (Pordenone) |

|                                              |           |                                          |
| Radrezza 22’ Lauria 33’, 70’ (rig.) Aliù 38’ | Marcatori | 16’ Aquaro 23’, 54’ Bajic 59’ Bradaschia |

| Arbitro: | S. Morabito (Taurianova) |

|                             |           |              |
| Bajic 77’ Frinzi 83’ (aut.) | Marcatori | 86’ Bertoldi |

#### Play-off
| Arbitro: | Feliciani (Teramo) |

|                 |           |           |
| Corteggiano 56’ | Marcatori | 85’ Pagan |

| Arbitro: | Ruggiero (Roma) |

|              |           |                  |
| Aquaro 90+3’ | Marcatori | 8’ (aut.) Meduri |

### Coppa Italia Serie D
| Arbitro: | Mezzalira (Varese) |

|                                        |           |            |
| Serafini 52’ França 65’ Dos Santos 90’ | Marcatori | 78’ Maccan |

| Arbitro: | Kumara (Verona) |

|                                                                        |                      |                                                               |
| Cecchi Leonarduzzi França Bradaschia Serafini Corteggiano Bajic Aquaro | Tiri di rigore 6 – 7 | Giglio Faloppa Bezzo Petris Paladin Bignucolo Kryeziu De Poli |